# جائزة لوريوس الرياضية العالمية لأفضل رياضي في العام
جائزة لوريوس العالمية لرياضي العام هي جائزة سنوية لتكريم إنجازات الأفراد من الرجال في عالم الرياضة. تم منحها لأول مرة في عام 2000 كواحدة من الجوائز التأسيسية السبع المقدمة خلال حفل توزيع جوائز لوريوس الرياضية العالمية. تُقدم الجوائز من قبل مؤسسة لوريوس للرياضة من أجل الخير، وهي منظمة عالمية تشارك في أكثر من 150 مشروعًا خيريًا تدعم 500,000 شاب. أُقيمت أولى الحفلات في 25 مايو 2000 في مونت كارلو، حيث ألقى نيلسون مانديلا الخطاب الرئيسي. اعتبارًا من عام 2020، تأتي قائمة مختصرة من ستة مرشحين للجائزة من لجنة مكونة من "أفضل محرري الرياضة والكتاب والمذيعين في العالم". تختار أكاديمية لوريوس الرياضية الفائز الذي يُقدم له تمثال لوريوس، الذي أنشأته كارتييه، في حفل توزيع الجوائز السنوي الذي يُعقد في مواقع مختلفة حول العالم. تُعتبر الجوائز ذات سمعة عالية وغالبًا ما يُشار إليها على أنها المعادل الرياضي لجائزة الأوسكار.
كان الفائز الأول بالجائزة لاعب الجولف الأمريكي تايغر وودز، الذي أنهى موسم 1999 بثمانية انتصارات، وهو إنجاز لم يتحقق منذ عام 1974، بما في ذلك بطولة PGA. وقد أصبح فيما بعد اللاعب الأكثر هيمنة في عصره، حيث حصل على جائزة لوريوس الثانية في العام التالي، وخمس ترشيحات أخرى بين عامي 2002 و2008. الفائز بجائزة لوريوس العالمية لرياضي العام لعام 2003 كان راكب الدراجات الأمريكي لانسي أرمسترونغ. وقد تم ترشيحه في العام السابق، وحصل على مزيد من الترشيحات في 2004 و2005 و2006. بعد اعتراف أرمسترونغ بالتعاطي للمنشطات في عام 2013، تم سحب جميع جوائز وترشيحات لوريوس الخاصة به. يهيمن لاعبو التنس على قائمة الفائزين، حيث حصلوا على إحدى عشرة جائزة، بينما فاز الرياضيون وسائقي فورمولا وان أربع مرات، ولاعبو الجولف مرتين. باستثناء أرمسترونغ، حصل على جائزة لوريوس العالمية لرياضي العام تسعة أفراد فقط منذ بدايتها. روجر فيدرير ونوفاك دجوكوفيتش يحملان الرقم القياسي لأكثر الجوائز بفوز كل منهما بخمس جوائز. كما أن ليونيل ميسي وتايغر وودز يحملان الرقم القياسي للترشيحات (8).

## قائمة الفائزين والمرشحين

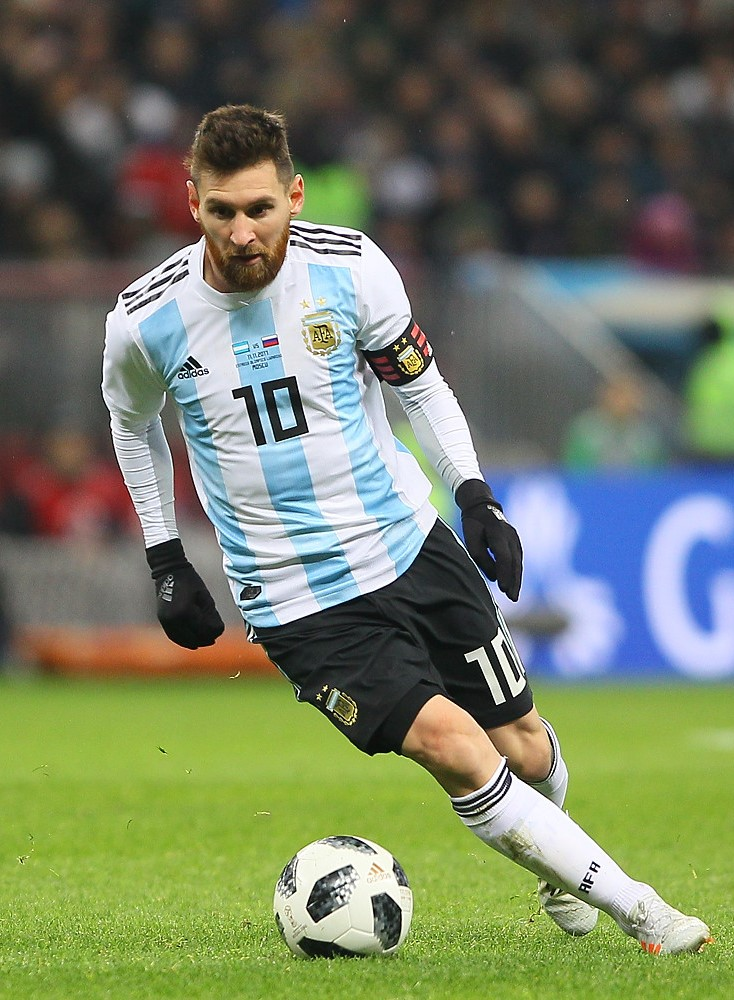
ليونيل ميسي، الذي فاز بالجائزة في 2020 و2023، هو الوحيد الذي يلعب في رياضة جماعية.

| * | تشير إلى الأفراد الذين تم سحب جائزتهم أو ترشيحهم لاحقًا |

| السنة | الصورة                  | الفائزون         | الجنسية | الرياضة       | المرشحون | المراجع       |
| ----- | ----------------------- | ---------------- | ------- | ------------- | --- | ------------- |
| 2000  | تايغر وودز في 1997      | تايغر وودز       | USA     | جولف          | أندريه أغاسي ( USA) – تنس · موريس غرين ( USA) – ألعاب القوى | [ 15 ] [ 16 ] |
| 2001  | تايغر وودز في 2001      | تايغر وودز       | USA     | جولف          | ستيف ريدغريف ( GBR) – التجديف · ميخائيل شوماخر ( GER) – فورمولا وان · إيان ثورب ( AUS) – سباحة · بيتر فان دن هوغنباند ( NED) – سباحة                                                               | [ 17 ] [ 18 ] |
| 2002  | ميخائيل شوماخر في 1994  | ميخائيل شوماخر   | GER     | فورمولا وان   | لانس آرمسترونج* ( USA) – سباق الدراجات على الطريق · موريس غرين ( USA) – ألعاب القوى · إيان ثورب ( AUS) – سباحة · تايغر وودز ( USA) – جولف                                                          | [ 7 ] [ 19 ]  |
| 2003  | لانس آرمسترونج في 2003  | لانسي أرمسترونغ* | USA     | ركوب الدراجات | أولي إينار بيورندالن ( NOR) – بياثلون · رونالدو ( BRA) – كرة القدم · ميخائيل شوماخر ( GER) – فورمولا وان · تايغر وودز ( USA) – جولف                                                                | [ 20 ] [ 21 ] |
| 2004  | ميخائيل شوماخر في 2005  | ميخائيل شوماخر   | GER     | فورمولا وان   | لانس آرمسترونج* ( USA) – سباق الدراجات على الطريق · روجر فيدرير ( SUI) – تنس · مايكل فيلبس ( USA) – سباحة · فالنتينو روسي ( ITA) – سباق موتو جي بي · جوني ويلكينسون ( GBR) – رجبي                  | [ 22 ] [ 23 ] |
| 2005  | روجر فيدرير في 2004     | روجر فيدرير      | SUI     | تنس           | لانس آرمسترونج* ( USA) – سباق الدراجات على الطريق · هيشام الجيروج ( MAR) – ألعاب القوى · مايكل فيلبس ( USA) – سباحة · فالنتينو روسي ( ITA) – سباق موتو جي بي · ميخائيل شوماخر ( GER) – فورمولا وان | [ 24 ] [ 25 ] |
| 2006  | روجر فيدرير في 2005     | روجر فيدرير      | SUI     | تنس           | فرناندو ألونسو ( ESP) – فورمولا وان · لانس آرمسترونج* ( USA) – سباق الدراجات على الطريق · رونالدينيو ( BRA) – كرة القدم · فالنتينو روسي ( ITA) – سباق موتو جي بي · تايغر وودز ( USA) – جولف        | [ 26 ] [ 27 ] |
| 2007  | روجر فيدرير في 2006     | روجر فيدرير      | SUI     | تنس           | فرناندو ألونسو ( ESP) – فورمولا وان · فابيو كانافارو ( ITA) – كرة القدم · أسافا باول ( JAM) – ألعاب القوى · ميخائيل شوماخر ( GER) – فورمولا وان · تايغر وودز ( USA) – جولف                         | [ 28 ] [ 29 ] |
| 2008  | روجر فيدرير في 2007     | روجر فيدرير      | SUI     | تنس           | تايسون غاي ( USA) – ألعاب القوى · كاكا ( BRA) – كرة القدم · مايكل فيلبس ( USA) – سباحة · كيمي رايكونن ( FIN) – فورمولا وان · تايغر وودز ( USA) – جولف                                              | [ 30 ] [ 31 ] |
| 2009  | يوسين بولت في 2009      | يوسين بولت       | JAM     | ألعاب القوى   | لويس هاملتون ( GBR) – فورمولا وان · رافاييل نادال ( ESP) – تنس · مايكل فيلبس ( USA) – سباحة · كريستيانو رونالدو ( POR) – كرة القدم · فالنتينو روسي ( ITA) – سباق موتو جي بي                        | [ 32 ] [ 33 ] |
| 2010  | يوسين بولت في 2011      | يوسين بولت       | JAM     | ألعاب القوى   | كينينيسا بيكيلي ( ETH) – ألعاب القوى · ألبرتو كونتادور ( ESP) – سباق الدراجات على الطريق · روجر فيدرير ( SUI) – تنس · ليونيل ميسي ( ARG) – كرة القدم · فالنتينو روسي ( ITA) – سباق موتو جي بي      | [ 34 ] [ 35 ] |
| 2011  | رافاييل نادال في 2011   | رافاييل نادال    | ESP     | تنس           | كوبي براينت ( USA) – كرة السلة · أندريس إنييستا ( ESP) – كرة القدم · ليونيل ميسي ( ARG) – كرة القدم · ماني باكياو ( PHI) – ملاكمة · سيباستيان فيتل ( GER) – فورمولا وان                            | [ 36 ] [ 37 ] |
| 2012  | نوفاك دجوكوفيتش في 2012 | نوفاك ديوكوفيتش  | SRB     | تنس           | يوسين بولت ( JAM) – ألعاب القوى · كاديل إيفانز ( AUS) – سباق الدراجات على الطريق · ليونيل ميسي ( ARG) – كرة القدم · ديرك نوفيتسكي ( GER) – كرة السلة · سيباستيان فيتل ( GER) – فورمولا وان         | [ 38 ] [ 39 ] |
| 2013  | يوسين بولت في 2012      | يوسين بولت       | JAM     | ألعاب القوى   | مو فاراه ( GBR) – ألعاب القوى · ليونيل ميسي ( ARG) – كرة القدم · مايكل فيلبس ( USA) – سباحة · سيباستيان فيتل ( GER) – فورمولا وان · برادلي ويجينز ( GBR) – سباق الدراجات على الطريق                | [ 40 ] [ 41 ] |
| 2014  | سيباستيان فيتل في 2012  | سيباستيان فيتل   | GER     | فورمولا وان   | يوسين بولت ( JAM) – ألعاب القوى · مو فاراه ( GBR) – ألعاب القوى · ليبرون جيمس ( USA) – كرة السلة · رافاييل نادال ( ESP) – تنس · كريستيانو رونالدو ( POR) – كرة القدم                               | [ 42 ] [ 43 ] |
| 2015  | نوفاك دجوكوفيتش في 2015 | نوفاك ديوكوفيتش  | SRB     | تنس           | لويس هاملتون ( GBR) – فورمولا وان · ريناود لافيليني ( FRA) – ألعاب القوى · مارك ماركيز ( ESP) – سباق موتو جي بي · روري مكيلروي ( NIR) – جولف · كريستيانو رونالدو ( POR) – كرة القدم                | [ 44 ] [ 45 ] |
| 2016  | نوفاك دجوكوفيتش في 2016 | نوفاك ديوكوفيتش  | SRB     | تنس           | يوسين بولت ( JAM) – ألعاب القوى · ستيفن كاري ( USA) – كرة السلة · لويس هاملتون ( GBR) – فورمولا وان · ليونيل ميسي ( ARG) – كرة القدم · جوردان سبيث ( USA) – جولف                                   | [ 46 ] [ 47 ] |
| 2017  | يوسين بولت في 2017      | يوسين بولت       | JAM     | ألعاب القوى   | ستيفن كاري ( USA) – كرة السلة · مو فاراه ( GBR) – ألعاب القوى · ليبرون جيمس ( USA) – كرة السلة · أندي موراي ( GBR) – تنس · كريستيانو رونالدو ( POR) – كرة القدم                                    | [ 48 ] [ 49 ] |
| 2018  | روجر فيدرير في 2017     | روجر فيدرير      | SUI     | تنس           | مو فاراه ( GBR) – ألعاب القوى · كريس فروم ( GBR) – سباق الدراجات على الطريق · لويس هاملتون ( GBR) – فورمولا وان · رافاييل نادال ( ESP) – تنس · كريستيانو رونالدو ( POR) – كرة القدم                | [ 13 ] [ 50 ] |
| 2019  | نوفاك دجوكوفيتش في 2017 | نوفاك ديوكوفيتش  | SRB     | تنس           | لويس هاملتون ( GBR) – فورمولا وان · ليبرون جيمس ( USA) – كرة السلة · إيليود كيبتشوج ( KEN) – ألعاب القوى · كيليان مبابي ( FRA) – كرة القدم · لوكا مودريتش ( CRO) – كرة القدم                       | [ 51 ] [ 52 ] |
| 2020  | لويس هاملتون في 2018    | لويس هاملتون     | GBR     | فورمولا وان   | إيليود كيبتشوج ( KEN) – ألعاب القوى · مارك ماركيز ( ESP) – سباق موتو جي بي · رافاييل نادال ( ESP) – تنس · تايغر وودز ( USA) – جولف                                                                 | [ 53 ]        |
| 2020  | ليونيل ميسي في 2018     | ليونيل ميسي      | ARG     | كرة القدم     | إيليود كيبتشوج ( KEN) – ألعاب القوى · مارك ماركيز ( ESP) – سباق موتو جي بي · رافاييل نادال ( ESP) – تنس · تايغر وودز ( USA) – جولف                                                                 | [ 53 ]        |
| 2021  | رافاييل نادال في 2021   | رافاييل نادال    | ESP     | تنس           | جوشوا تشيبتيجي ( UGA) – ألعاب القوى · أرماند دوبلانتيس ( SWE) – القفز بالزانة · لويس هاملتون ( GBR) – فورمولا وان · ليبرون جيمس ( USA) – كرة السلة · روبرت ليفاندوفسكي ( POL) – كرة القدم          | [ 54 ]        |
| 2022  | ماكس فيرستابن في 2017   | ماكس فيرستابن    | NED     | فورمولا وان   | توم برادي ( USA) – كرة القدم الأمريكية · نوفاك دجوكوفيتش ( SRB) – تنس · كاليب درسيل ( USA) – سباحة · إيليود كيبتشوج ( KEN) – ألعاب القوى · روبرت ليفاندوفسكي ( POL) – كرة القدم                    | [ 55 ]        |
| 2023  | ليونيل ميسي في 2022     | ليونيل ميسي      | ARG     | كرة القدم     | ستيفن كاري ( USA) – كرة السلة · أرماند دوبلانتيس ( SWE) – ألعاب القوى · كيليان مبابي ( FRA) – كرة القدم · رافاييل نادال ( SPA) – تنس · ماكس فيرستابن ( NED) – سباق السيارات                        | [ 56 ] [ 57 ] |
| 2024  | نوفاك دجوكوفيتش في 2023 | نوفاك دجوكوفيتش  | SRB     | تنس           | أرماند دوبلانتيس ( SWE) – ألعاب القوى · إيرلينغ هالاند ( NOR) – كرة القدم · نوح لايلز ( USA) – ألعاب القوى · ليونيل ميسي ( ARG) – كرة القدم · ماكس فيرستابن ( NED) – سباق السيارات                 | get           |

## الإحصائيات
الإحصائيات صحيحة اعتبارًا من ترشيحات 2024.